# Emil Kolozsvári Grandpierre
Emil Kolozsvári Grandpierre (* 15. Januar 1907 in Kolozsvár, Österreich-Ungarn; † 11. Mai 1992 in Budapest) war ein ungarischer Schriftsteller der dritten Nyugat-Generation, Kritiker, Übersetzer und Journalist.
Emil Koloszvári Grandpierre entstammte einer in Ungarn angesiedelten Hugenottenfamilie. Er studierte in Frankreich (Paris) und Ungarn (Pécs) und promovierte schließlich dort. Grandpierre erhielt zwei Mal den Baumgarten-Preis (1939, 1944) und ebenso den Attila-József-Preis (1964, 1975). 

## Werke
- Das Sieb (1931)
- Der große Mann (1936, dt. 1970)
- Gestern (1942)

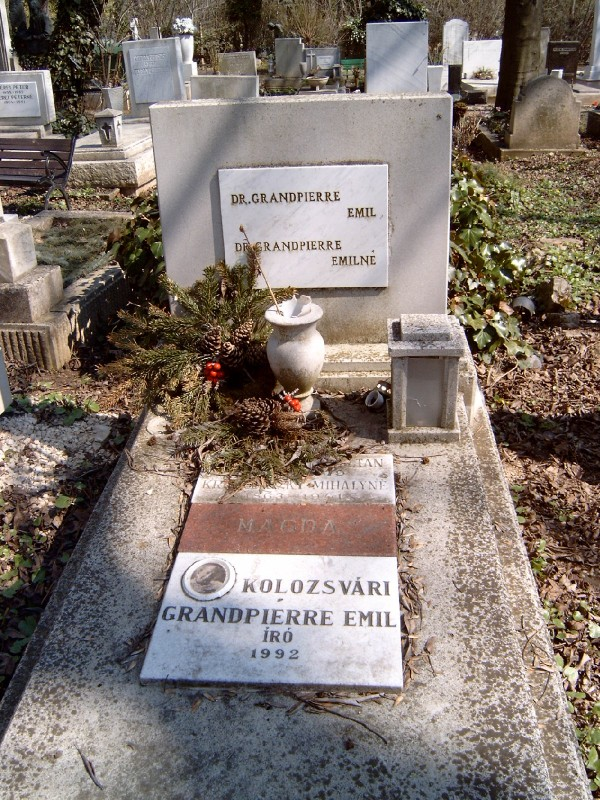
Das Grab des Schriftstellers auf dem Friedhof Farkasréti in Budapest

- Die Kunst des Unglücklichseins (1952)
- Der Sternäugige (1953, dt. 1956)
- Dialog mit dem Schicksal (1962)
- Die Umhüllung (1965)
- Variationen über eine Geige (1967)
- Suche: Frau mit Wohnung (1970, dt. 1983)
- Tautropfen (1974)
- Stiefsohn des Glücks (1976)
- Fesseln und Freunde (1979)

## Übersetzungen
Grandpierre übersetzte aus dem Deutschen.
- Die Elixiere des Teufels von E.T.A. Hoffmann